# Keizersgracht
Le Keizersgracht (en néerlandais : « Canal de l'empereur ») est l'un des canaux principaux de la ville d'Amsterdam, capitale des Pays-Bas. Situé dans l'arrondissement Centre, il constitue le troisième des quatre canaux concentriques qui forment le quartier de la Grachtengordel (littéralement « Ceinture de canaux ») avec le Prinsengracht et le Herengracht — entre lesquels il est situé — et le Singel. D'une longueur de 2,8 kilomètres, il est creusé au XVIIe siècle.
Le Fotografiemuseum Amsterdam, musée de la photographie de la ville, est situé le long du canal, au numéro 609. L'Astoria, bâtiment iconique d'art nouveau, se trouve aux numéros 174-176.

## Histoire

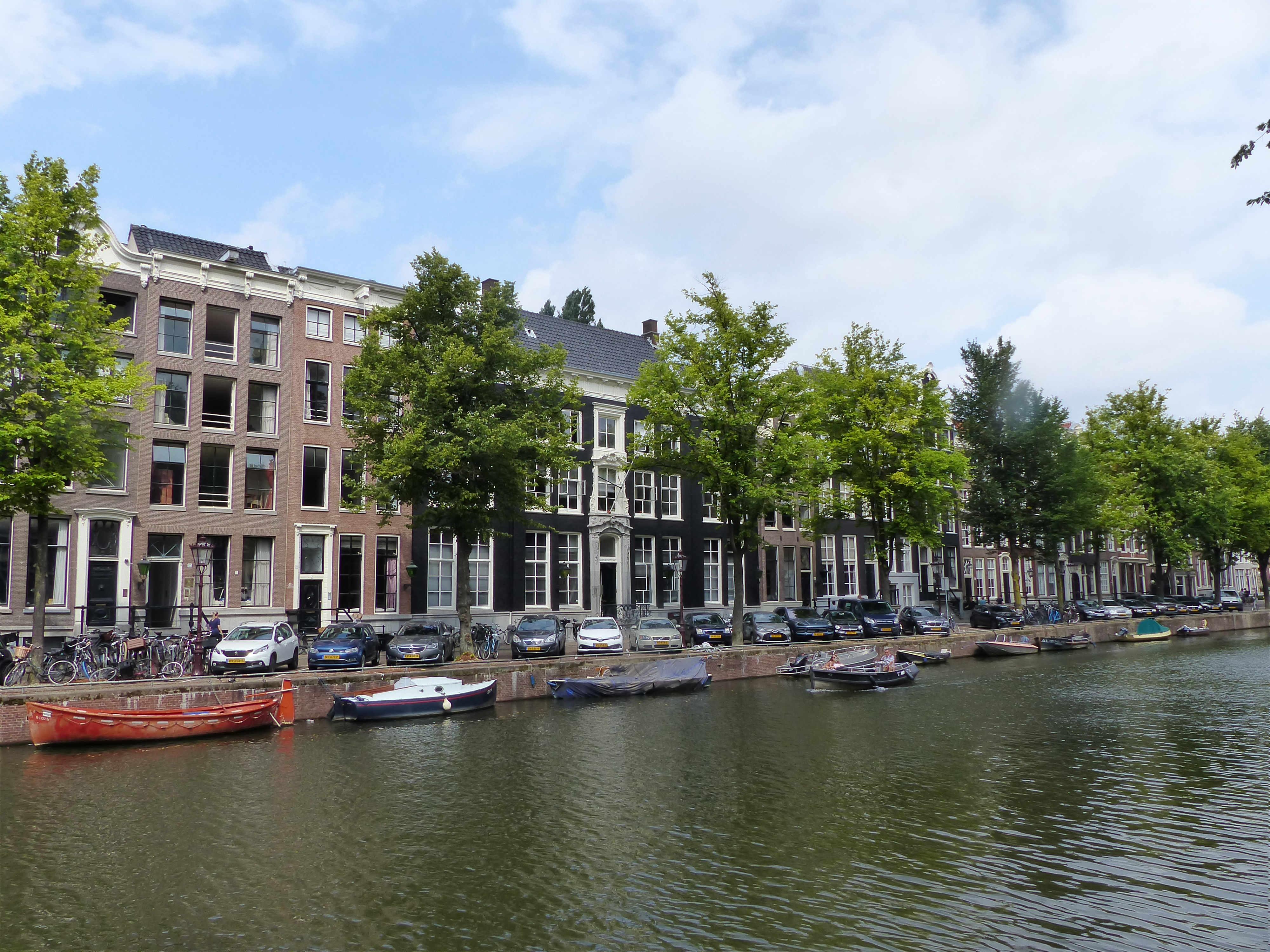
Le Keizersgracht dans la Grachtengordel.

Le Nieuwe Keizersgracht, sur la rive droite de l'Amstel, vu depuis les quais de l'Hermitage Amsterdam.

La première partie du Keizersgracht, située entre le Brouwersgracht et à peu près au niveau de l'actuel Leidsegracht, est creusée au cours de l'été 1615, à l'initiative du bourgmestre Frans Hendricksz. Oetgens et des architectes Hendrick Jacobsz Staets et Lucas Jansz Sinck. Le Keizersgracht, nommé en l'honneur de l'empereur Maximilien Ier, constitue le canal le plus large du centre de Amsterdam, avec une largeur moyenne de 28,31 mètres. 
Initialement, en septembre 1614, il est proposé de faire de Keizersgracht un boulevard chic remblayé sur le modèle du Haagse Voorhout de La Haye, projet qui n'est finalement pas mené à bien pour plusieurs raisons. En premier lieu, le Vroedschap estime que les futurs propriétaires de terrains le long du canal souhaiteraient pouvoir atteindre leur habitation par bateau. En outre, la nécessite de stocker de l'eau, ainsi que la pénurie de matériel de remblais rendirent le projet initial difficile à mettre en œuvre.
En novembre 1615, l'excavation de la partie est est achevée. Avec une largeur de 30 pieds, les nouveaux tronçons sont aussi larges que ceux du Herengracht. La construction avance rapidement, tant et si bien qu'en 1618, il n'y a presque plus de segments non creusés. La portion située entre le Leidsegracht et l'Amstel est planifiée en quatrième, en 1658. La construction effective débute en 1663, et les deux segments du canaux sont reliés en 1667.
La section située entre l'Amstel et le Plantage Muidergracht est la dernière à être mise en place. Ce segment est ainsi baptisé « Nouveau Keizersgracht » (en néerlandais : Nieuwe Keizersgracht). Les deux canaux sont situés dans l'arrondissement Centre.

## Patinage en hiver
Lorsqu'il fait suffisamment froid pour que de la glace se forme en hiver, la compagnie nationale des eaux Waternet peut décider de fermer certaines écluses, interdisant par là même la circulation des bateaux, ce qui rend possible de patiner sur certains canaux d'Amsterdam, dont le Keizersgracht. En particulier, le Keizersgracht est considéré comme le principal canal sur lequel il est possible de patiner. 
Lorsque les conditions le permettent, la Keizersrace (« Course de l'empereur »), course de patinage de vitesse est tenue sur le canal entre Leidsestraat et le Spiegelgracht. Le vainqueur de la course se voit donner le nom de « Empereur d'Amsterdam » (Keizer(in) van Amsterdam). Les dernières éditions de la course ont lieu en 1991, 1996, 1997 et 2012.

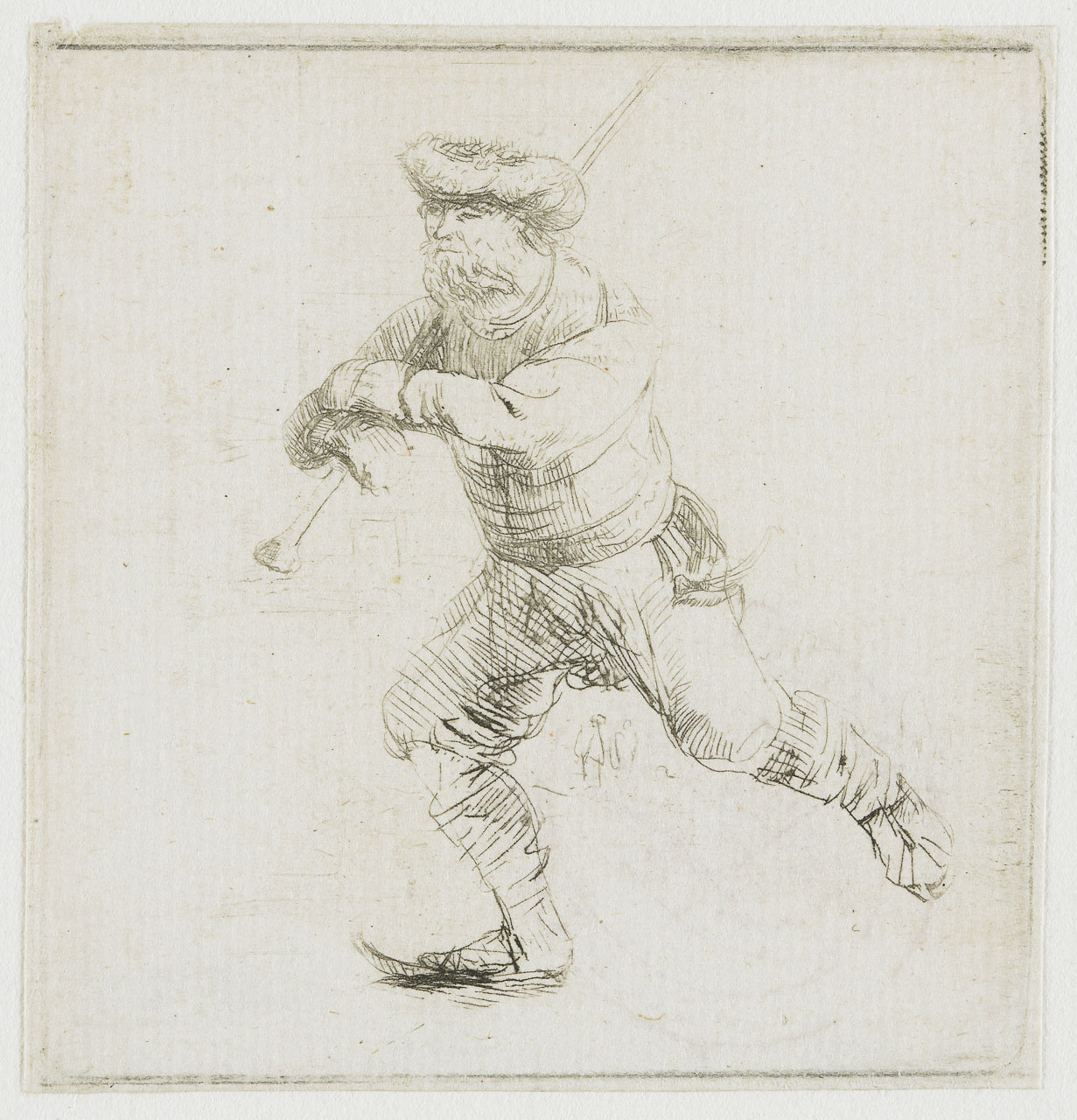
Rembrandt représentait déjà les patineurs d'Amsterdam en 1639.
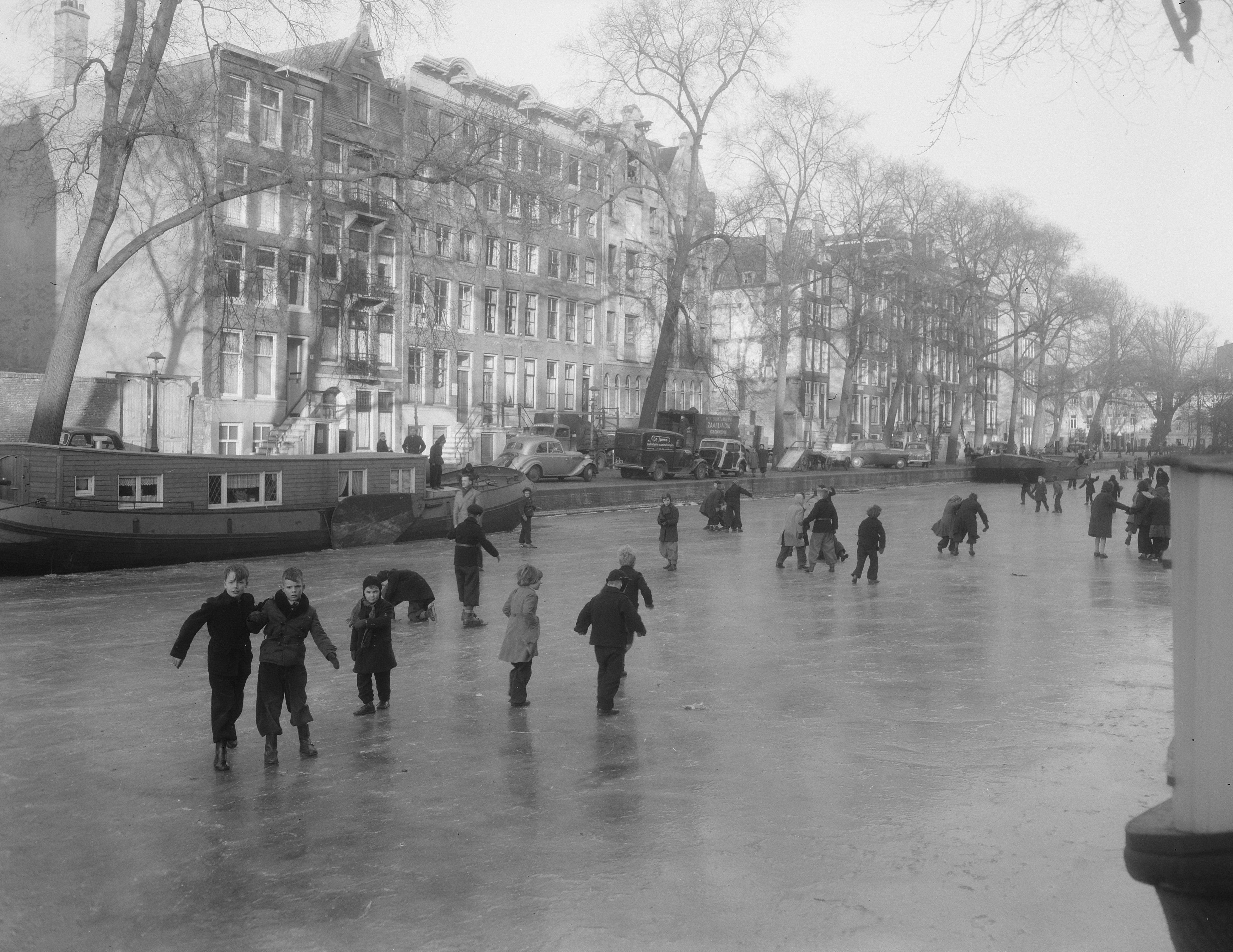
Patinage sur le Keizersgracht en 1954.
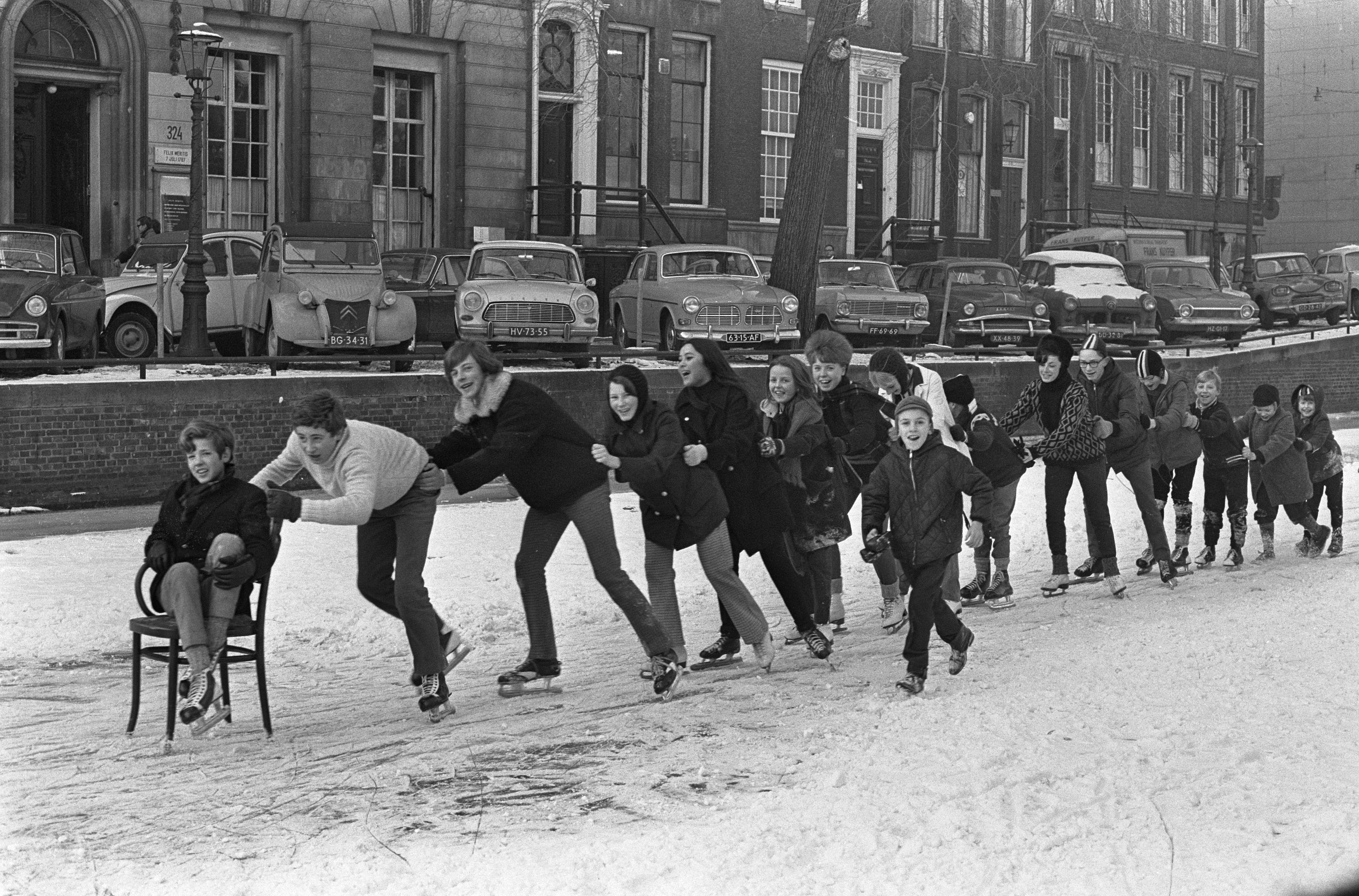
Le Keizersgracht en janvier 1966.
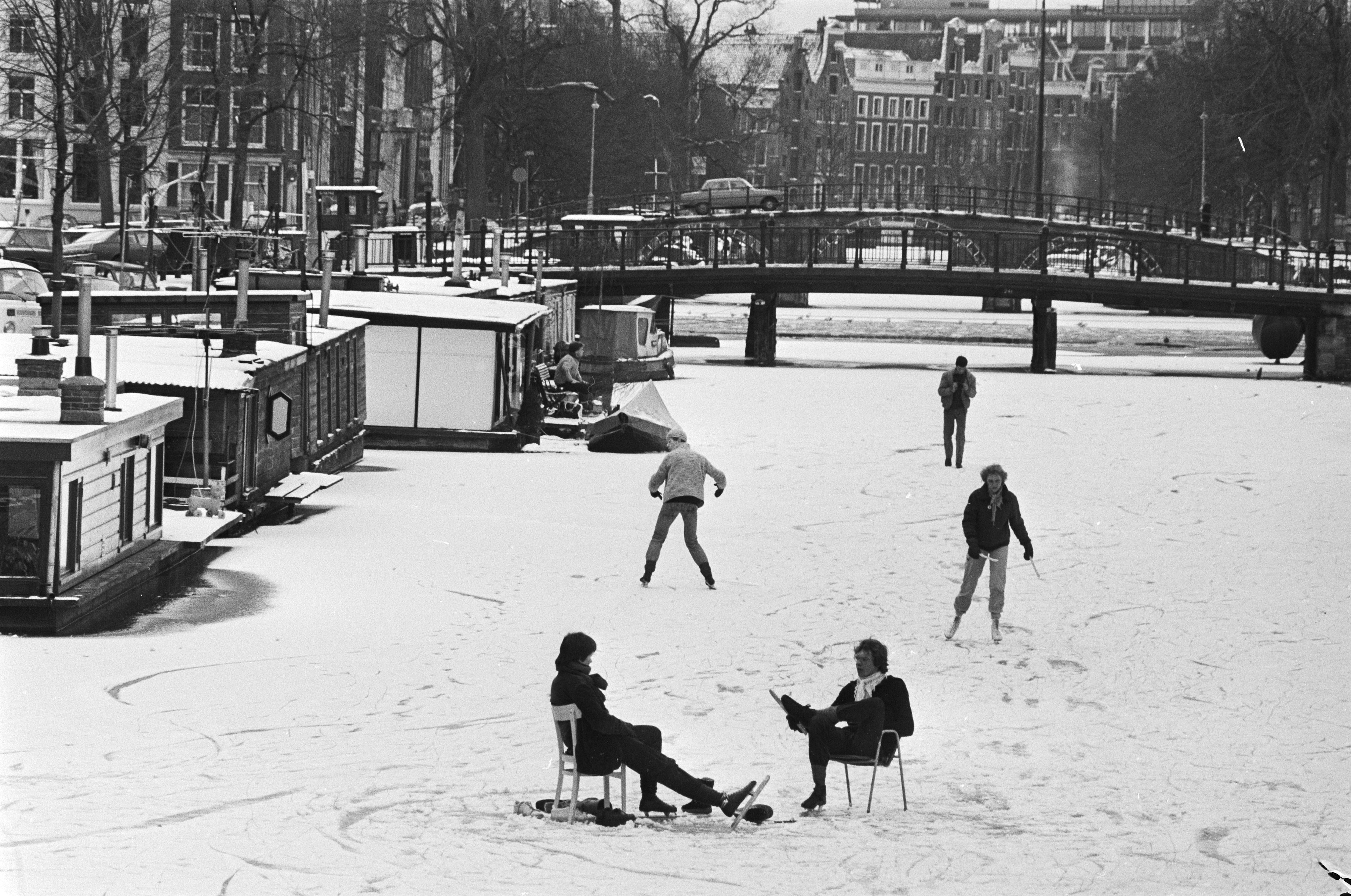
Patineurs en 1981.